# Pont de Normandie
Le pont de Normandie est un pont à haubans enjambant l'estuaire de la Seine et reliant Le Havre, au niveau de la commune de Sandouville, à Honfleur. La conception de cet ouvrage exceptionnel est due à Michel Virlogeux.

## Acteurs
La construction du pont de Normandie a été confiée, pour la partie béton, au groupement d'entreprises « GIE Pont de Normandie » et, pour la partie métal, à Monberg et Thorsen. Ce « GIE Pont de Normandie » rassemblait sept entreprises : Bouygues, Campenon-Bernard, Dumez, GTM, Spie Batignolles, Quillery et Sogea. La fourniture et la mise en œuvre des haubans avait été sous-traitée par le GIE Pont de Normandie à Freyssinet (société du groupe Soletanche Freyssinet). Les études générales ainsi que les études de la partie béton ont été faites par le GIE Pont de Normandie et ont été dirigées par B. Raspaud (Bouygues), tandis que les études de la partie métallique ont été confiées à Eiffel et Cowi-Consult. Le CSTB (Centre Scientifique et Technique du Bâtiment) a eu pour rôle les mesures du site et de simuler le comportement aérodynamique de la structure. La direction du chantier a été assurée par G. Barlet (Campenon-Bernard) et P. Jacquet (Bouygues).
En 1994, la portée principale de l’ouvrage bat de plus de 250 m le précédent record du monde datant de 1993 (Shanghaï), mais celui-ci est perdu en 1998 pour 34 m (pont de Tatara au Japon). Son record de longueur de pont à haubans a été perdu en 2003 avec les 2 883 mètres du pont Rion-Antirion et, si l'on considère la longueur de tablier suspendu par haubanage (2 252 m), c’est le viaduc de Millau qui prend la relève avec 2 444 m.
Le coût de construction du pont équivaut à 233 millions d'euros et s'élève à 419 millions en incluant les ouvrages annexes, les études préliminaires et les frais financiers.

## Structure
La structure, qui est en béton, est d'une longueur totale de 2 141 mètres. Elle comporte une travée haubanée de 856 m de portée, les 624 m du centre étant en métal. Les pylônes en béton de cette travée atteignent une hauteur de 214,77 m.

### Le tablier
Le tablier d'une largeur de 23,60 m accueille quatre voies pour des véhicules automobiles. La traversée à vélo est permise (le pont est sur l'itinéraire de la Vélomaritime) mais uniquement sur des bandes cyclables très etroites et sans séparation physique, la rendant très dangereuse. Deux voies étroites séparées de manière minimaliste existent pour les piétons.
Le tablier est composé de deux parties. Une partie métallique, longue de 624 m, surplombe la Seine à 59,12 m. Cette partie est composée de 32 voussoirs de 19,65 m, chacun d'eux est relié à la tête mixte d'un des pylônes par deux haubans fixés de part et d'autre du voussoir. Le reste du tablier est en béton précontraint pour les deux viaducs d'accès ainsi que pour les 58 m de portée attenant à chacun des deux pylônes.

### Les pylônes
Composés en béton  précontraint, les pylônes en Y-inversé mesurent 214,77 m et pèsent 20 000 t chacun, dont 11 700 pour les armatures métalliques seules et 150 pour les câbles de précontrainte. Les pylônes devant travailler uniquement à la compression ils doivent être verticaux. Or les verticales se coupent au centre de gravité de la terre, donc les pylônes sont espacés d'environ deux à trois centimètres de plus à leur sommet qu'à leur base.

### Les haubans
Au nombre de 184, les haubans sont composés de plusieurs torons d'acier, entre 31 et 53 en fonction des efforts qu'ils doivent subir. Tous sont protégés contre les agressions extérieures par une couche de cire et une gaine en polyéthylène. Ils sont assemblés en faisceaux et sont habillés d'un revêtement dont le profil est aérodynamique. Sur toute la longueur du pont leur longueur est comprise entre 95 et 460 m.

## Péage
Ce pont est à péage, sauf pour les piétons, cyclistes, motocyclistes.
La Chambre de commerce et d'industrie du Havre (elle a été dissoute le 1er janvier 2016 par le décret 2015-1642 du 11 décembre 2015 portant création de la Chambre de commerce et d'industrie Seine Estuaire) est concessionnaire jusqu'au 17 mai 2027.
Les départements du Calvados, depuis 2000 jusqu'en juillet 2010, et de l'Eure, depuis 2001, ont décidé d'alléger une partie de l'abonnement payé par leurs administrés. Plafonnée à 304 € à l'année, l'aide départementale s'est ainsi élevée à 164 000 € en 2005 pour le Calvados (plus 13 000 € de subvention pour les abonnements Rivages, aide nouvelle depuis 2003) et à 112 558 € pour l'Eure. La Seine-Maritime s'abstient parce qu'elle est le pôle de la région.

## Passage des navires
Le pont de Normandie est conçu pour laisser le passage aux navires qui remontent la Seine. Il présente un tirant d'air sous son tablier de plus de 50 mètres aux plus hautes eaux permettant le passage de navires de plus 100 000 tonnes et de 11 mètres de tirant d’eau.

## Galerie

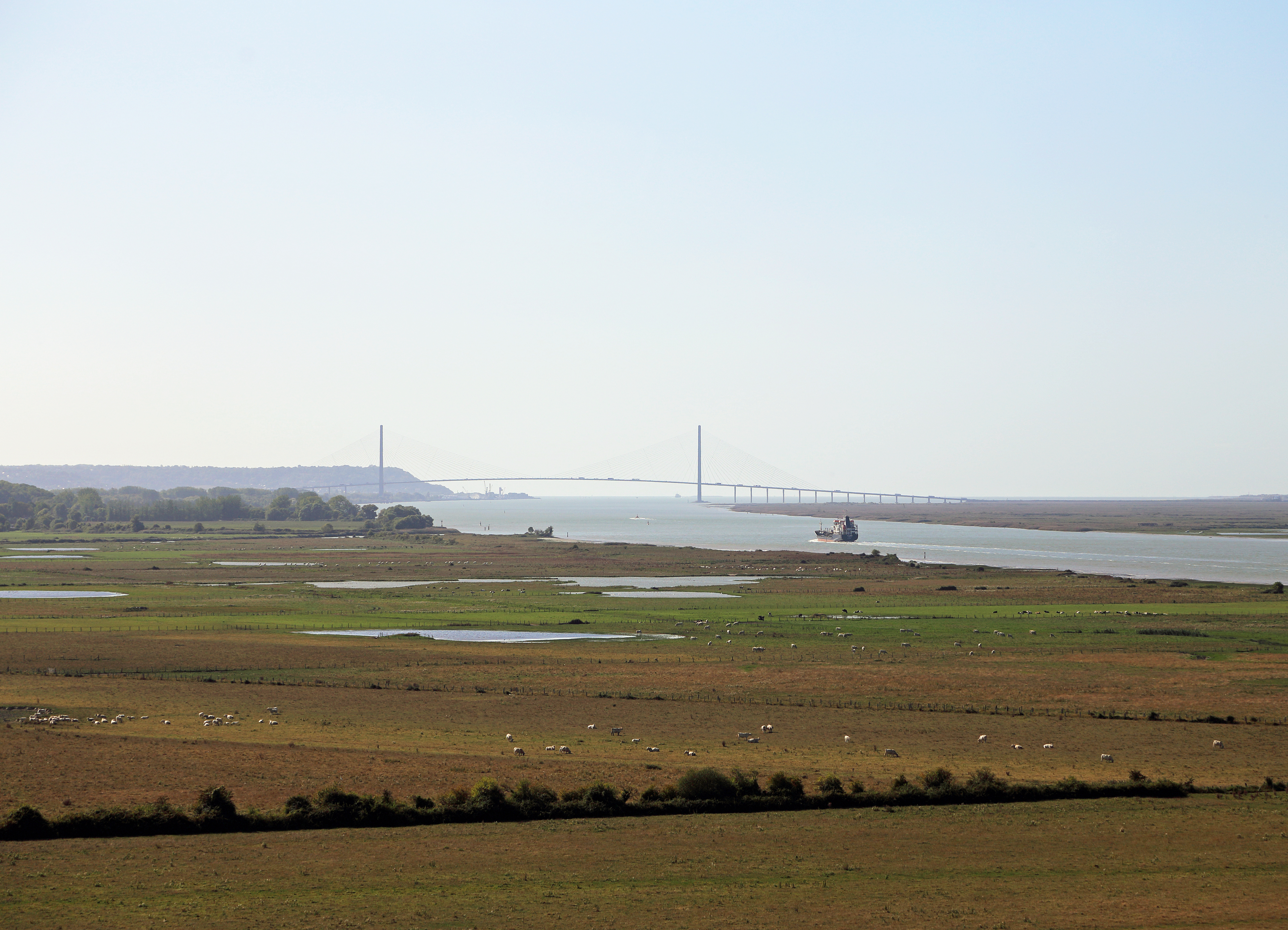
Panorama.
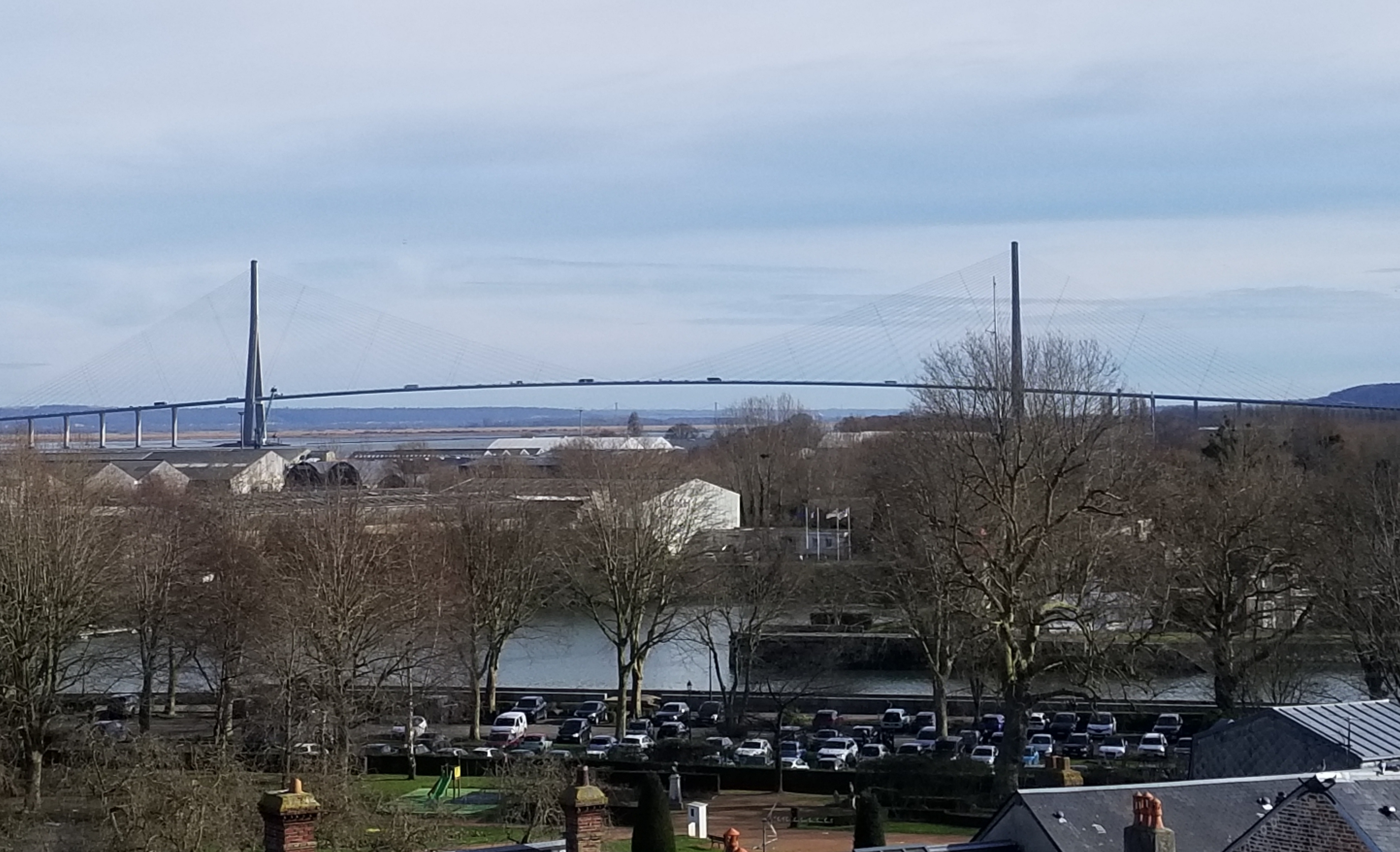
Vu de Honfleur.
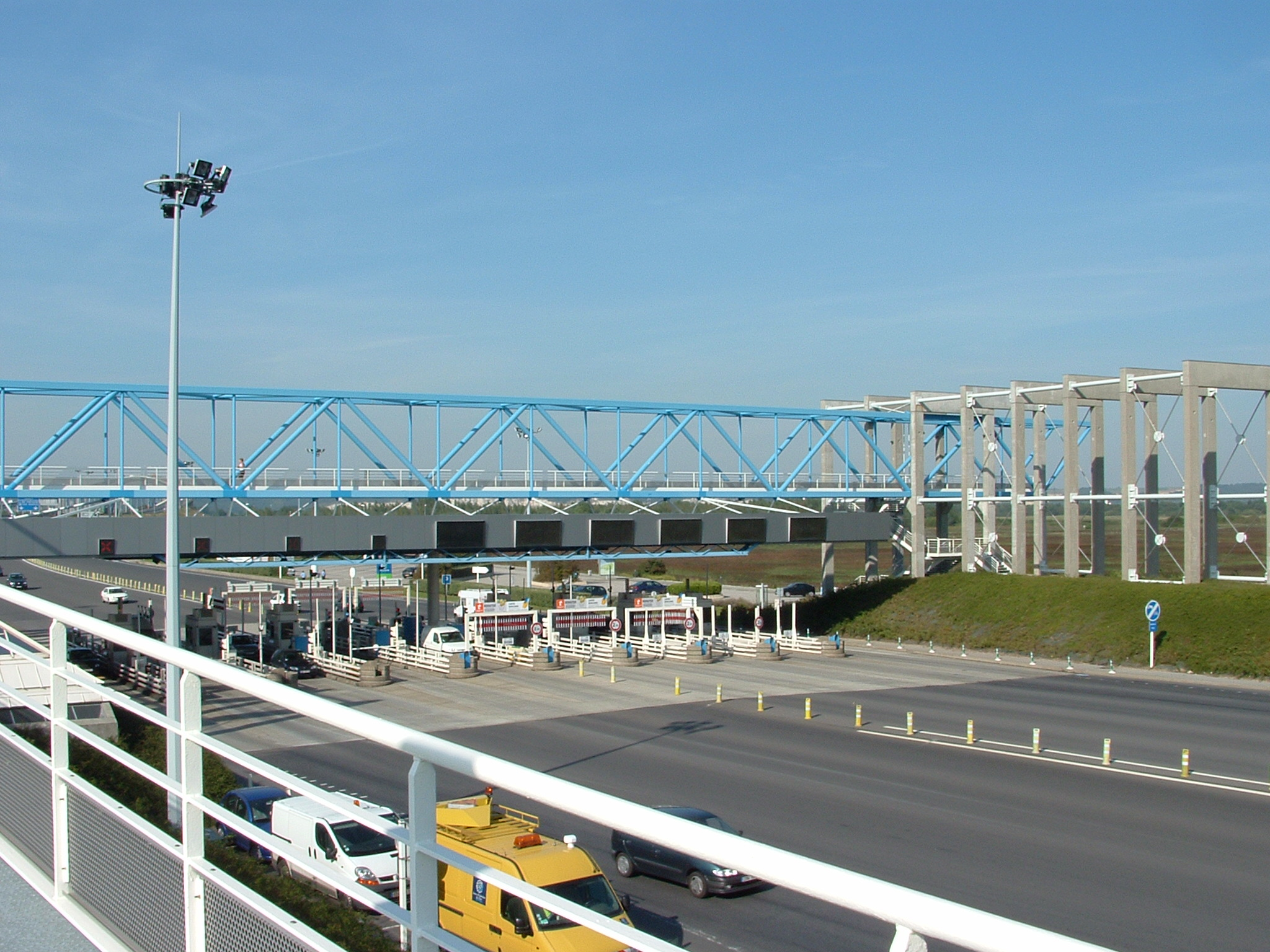
Le péage.
- Franchissement du pont, du nord au sud, par temps de brouillard.
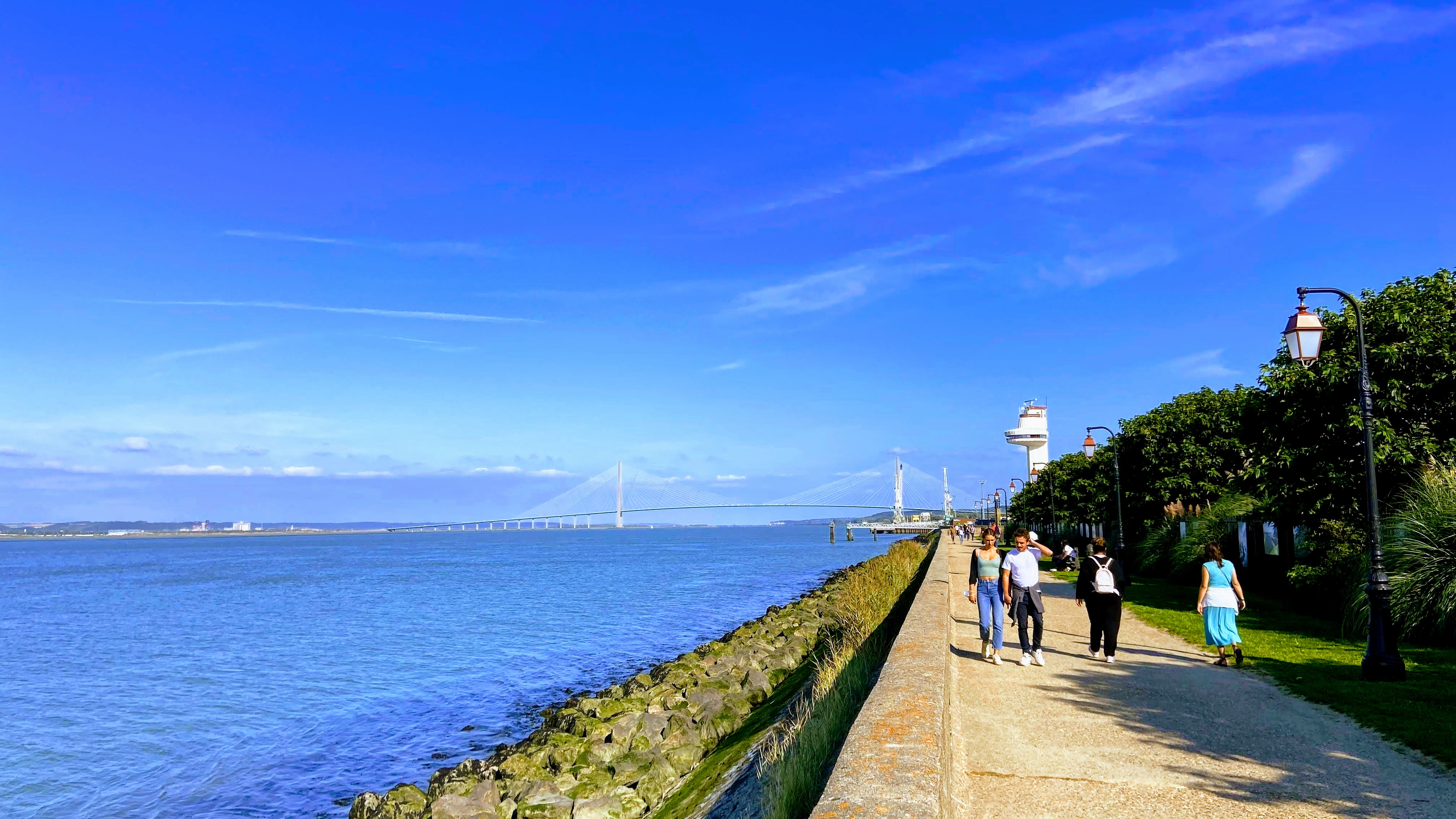
Vue du pont de Normandie depuis Honfleur.

## Chiffres clés
| Longueurs                 | Viaducs                 | Tablier central            | Pylones                                   | Haubans                                      |
| ------------------------- | ----------------------- | -------------------------- | ----------------------------------------- | -------------------------------------------- |
| Longueur totale : 2 141 m | Nord : 650 m - 26 000 t | Hauteur : 60 m             | Hauteur : 214 m au-dessus des basses mers | Nombres : 184                                |
| Portée centrale : 856 m   | Sud : 460 m - 18 500 t  | Masse : 5 600 t            | Masse : 20 000 t                          | Longueur du plus long : 450 m                |
| /                         | Pente : 6 %             | Masse d'un caisson : 180 t | /                                         | Longueur du plus petit : 95 m                |
| /                         | /                       | Longueur : 19,65 m         | /                                         | Diamètre 0,168 m (31 à 53 torons par hauban) |
| /                         | /                       | Largeur : 21,22 m          | /                                         | Résistance à la rupture : 1 000 t            |
| /                         | /                       | Épaisseur : 3 m            | /                                         | /                                            |